# Biecze
Biecze (biał. Бечы, Bieczy; ros. Бечи, Bieczi) – wieś na Białorusi, w obwodzie homelskim, w rejonie żytkowickim, w sielsowiecie Ozierany, przy Prypeckim Parku Narodowym.

## Historia
W latach 1919–1920 znajdowały się pod Zarządem Cywilnym Ziem Wschodnich, w okręgu brzeskim, w powiecie mozyrskim. W wyniku traktatu ryskiego miejscowość znalazła się w Związku Sowieckim. Od 1991 w niepodległej Białorusi.